# Università statale di Saratov "N. G. Černyševskij"
L'Università statale di Saratov "N. G. Černyševskij" (SGU, in russo Сара́товский национальный исследовательский госуда́рственный университе́т и́мени Н. Г. Черныше́вского?, Saratovskij nacional'nyj issledovatel'nyj gosudarstvennyj universitet imeni N. G. Černyševskogo) è un ente di istruzione accademica russo situato a Saratov, intitolato a Nikolaj Gavrilovič Černyševskij.

## Struttura
- Facoltà di biologia
- Facoltà di geografia
- Facoltà di geologia
- Facoltà di meccanica e matematica
- Facoltà di sociologia
- Facoltà di linguistica e lingue straniere
- Facoltà di scienze e tecnologie informatiche
- Facoltà di nanoscienze e biomeccanica
- Facoltà di processi non lineari
- Facoltà di psicopedagogia e formazione di sostegno
- Facoltà di psicologia
- Facoltà di fisica
- Facoltà di filosofia
- Facoltà di economia
- Facoltà di legge
- Istituto di lettere e giornalismo
- Istituto di Storia e Relazioni Internazionali